# District de Kundulun
Le district de Kundulun (昆都仑区 ; pinyin : Kūndūlún Qū) est une subdivision administrative au nord de la région autonome de Mongolie-Intérieure en Chine. Il est placé sous la juridiction de la ville-préfecture de Baotou.